# Bruno Leali
Bruno Leali (Roè Volciano, 6 maart 1958) is een voormalig Italiaans wielrenner. In zijn laatste jaar als profrenner bij Brescialat was hij tevens ploegleider. Na een jaar volledig ploegleider te zijn geweest bij Brescialat, begon hij zijn eigen ploeg, de San Marco Group, maar dat was geen succes. De organisatie kwam nooit goed van de grond en de ploeg werd in mei 1996 alweer ontbonden.

## Belangrijkste overwinningen
1984
- 18e etappe Ronde van Italië

1985
- Ronde van Lazio

1987
- Italiaans kampioenschap op de weg, Elite
- Coppa Agostoni

1989
- Eindklassement Internationale Wielerweek

## Resultaten in voornaamste wedstrijden
| Jaar | Ronde van Italië | Ronde van Frankrijk | Ronde van Spanje |
| ---- | ---------------- | ------------------- | ---------------- |
| 1979 |                  | 77e                 |                  |
| 1980 | 65e              |                     |                  |
| 1981 | 28e              |                     |                  |
| 1982 | 52e              | 76e                 |                  |
| 1983 | 19e              |                     |                  |
| 1984 | 20e (1)          | 76e                 |                  |
| 1985 | 80e              | opgave              |                  |
| 1986 | 58e              | 73e                 |                  |
| 1987 | 57e              |                     |                  |
| 1988 |                  | 77e                 |                  |
| 1989 | opgave           |                     |                  |
| 1990 | 120e             |                     | opgave           |
| 1991 | 70e              |                     |                  |
| 1992 | 18e              |                     | 88e              |
| 1993 | 15e              |                     | 51e              |
| 1994 | 47e              |                     | opgave           |

| Jaar | Milaan-San Remo | Gent-Wevelgem | Ronde van Vlaanderen | Parijs-Roubaix | Amstel Gold Race | Ronde van Lombardije | Parijs-Tours | Parijs-Brussel |  | WK op de weg |  | Wereldranglijsten |
| ---- | --------------- | ------------- | -------------------- | -------------- | ---------------- | -------------------- | ------------ | -------------- |  | ------------ |  | ----------------- |
| 1979 | 95e             |               |                      |                |                  |                      |              |                |  |              |  |                   |
| 1980 | 18e             |               |                      |                |                  |                      |              |                |  |              |  |                   |
| 1981 | 48e             |               |                      |                |                  |                      |              |                |  |              |  |                   |
| 1982 | 55e             |               |                      |                |                  |                      |              |                |  |              |  |                   |
| 1983 | 66e             |               |                      |                |                  |                      |              |                |  |              |  |                   |
| 1984 |                 |               |                      |                |                  |                      |              | 25e            |  | 15e          |  |                   |
| 1985 | 27e             | 50e           |                      |                |                  | 20e                  | 54e          | 14e            |  | 58e          |  |                   |
| 1986 |                 |               | 7e                   | 35e            |                  |                      |              |                |  | 78e          |  |                   |
| 1987 | 24e             | 39e           | 47e                  | 9e             |                  |                      | 5e           |                |  | 53e          |  | 48e (SPP)         |
| 1988 | 68e             |               |                      |                | 75e              |                      |              | 107e           |  | 66e          |  |                   |
| 1989 | 90e             |               |                      |                |                  |                      | 128e         |                |  |              |  |                   |
| 1990 |                 |               |                      |                |                  |                      |              |                |  |              |  |                   |
| 1991 |                 |               |                      |                |                  |                      |              |                |  |              |  |                   |
| 1992 | 144e            |               | 37e                  |                |                  |                      |              |                |  |              |  |                   |
| 1993 |                 |               |                      |                |                  |                      |              |                |  |              |  |                   |
| 1994 | 76e             |               | 33e                  |                |                  |                      |              |                |  |              |  |                   |